# NGC 344
NGC 344 è una galassia a spirale barrata situata nella costellazione della Balena.
Fu scoperta nel 1886 da Frank Muller.